# Innocentia Pögel

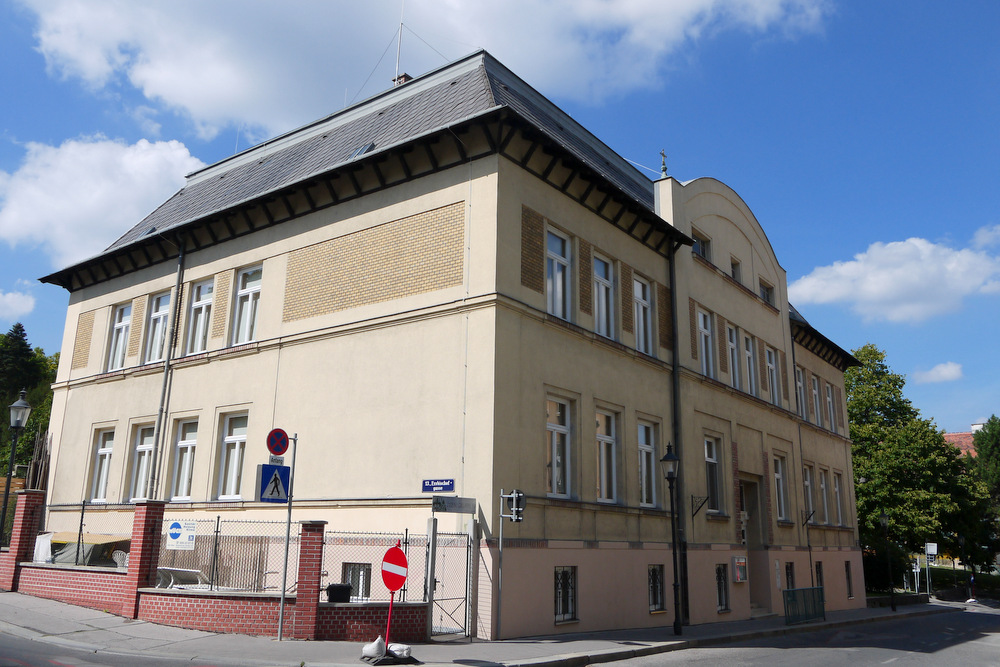
Im zwischen 1905 und 1906 errichteten und heute denkmalgeschützten Elisabethinum wirkte Pögel aufgrund ihres baldigen Todes nicht mehr lange; umso länger wirkte sie im Vorgängerbau.

Innocentia Pögel (Ordensname), geborene Amalia Pögel (* 1824 in Lauterhofen, Bayern; † 17. Februar 1907 in Wien) war eine deutsche Ordensschwester und 40 Jahre lang Oberin des Elisabethinums in Ober Sankt Veit sowie Leiterin der Ober Sankt Veiter Kinderbewahranstalt.

## Leben
Innocentia Pögel wurde im Jahre 1824 in der Gemeinde Lauterhofen in Bayern geboren und hatte im Jahre 1855 ihre Profess. Sie gehörte dem Schulschwestern vom 3. Orden des Hl. Franziskus an und war in weiterer Folge 40 Jahre lang Oberin des Elisabethinums in Ober Sankt Veit. Weiters trat sie auch als Leiterin der Ober Sankt Veiter Kinderbewahranstalt in Erscheinung und wurde für ihr Wirken am 7. Jänner 1902 mit der Goldenen Salvatormedaille ausgezeichnet. Am 17. Februar 1907 starb Pögel etwa 83-jährig in Wien und wurde am 19. Februar am Ober Sankt Veiter Friedhof beerdigt. Zu ihren Ehren wurde in Ober Sankt Veit eine Straße nach ihr benannt, die anfangs (ab 3. Juli 1907) fälschlicherweise den Namen Innozentiagasse trug, ehe der Namen am 11. Oktober 1907 berichtigt wurde.